# Indianapolis 500 in 1962
De 46e Indianapolis 500 werd gereden op woensdag 30 mei 1962 op de Indianapolis Motor Speedway.  Amerikaans coureur Rodger Ward won de race.

## Startgrid
| Rij | Binnen         | Midden         | Buiten           |
| --- | -------------- | -------------- | ---------------- |
| 1   | Parnelli Jones | Rodger Ward    | Bobby Marshman   |
| 2   | Len Sutton     | A.J. Foyt      | Shorty Templeman |
| 3   | Jim McElreath  | Dan Gurney     | Roger McCluskey  |
| 4   | Bud Tingelstad | Don Branson    | Don Davis        |
| 5   | Dick Rathmann  | Paul Russo     | Bobby Grim       |
| 6   | Chuck Hulse    | Elmer George   | Eddie Johnson    |
| 7   | Bob Veith      | Gene Hartley   | Chuck Rodee      |
| 8   | Allen Crowe    | Jim Rathmann   | Lloyd Ruby       |
| 9   | Jack Turner    | Paul Goldsmith | Eddie Sachs      |
| 10  | Johnny Boyd    | Jim Hurtubise  | Troy Ruttman     |
| 11  | Bob Christie   | Ebb Rose       | Jimmy Daywalt    |

## Race
| #                                                                                | Coureur           | Auto                     | Ronden | Opgave     |
| -------------------------------------------------------------------------------- | ----------------- | ------------------------ | ------ | ---------- |
| 1                                                                                | Rodger Ward       | Watson-Offenhauser       | 200    |            |
| 2                                                                                | Len Sutton        | Watson-Offenhauser       | 200    |            |
| 3                                                                                | Eddie Sachs       | Ewing-Offenhauser        | 200    |            |
| 4                                                                                | Don Davis         | Lesovski-Offenhauser     | 200    |            |
| 5                                                                                | Bobby Marshman    | Epperly-Offenhauser      | 200    |            |
| 6                                                                                | Jim McElreath (R) | Kurtis Kraft-Offenhauser | 200    |            |
| 7                                                                                | Parnelli Jones    | Watson-Offenhauser       | 200    |            |
| 8                                                                                | Lloyd Ruby        | Watson-Offenhauser       | 200    |            |
| 9                                                                                | Jim Rathmann      | Watson-Offenhauser       | 200    |            |
| 10                                                                               | Johnny Boyd       | Epperly-Offenhauser      | 200    |            |
| 11                                                                               | Shorty Templeman  | Watson-Offenhauser       | 200    |            |
| 12                                                                               | Don Branson       | Epperly-Offenhauser      | 200    |            |
| 13                                                                               | Jim Hurtubise     | Watson-Offenhauser       | 200    |            |
| 14                                                                               | Ebb Rose          | Porter-Offenhauser       | 200    |            |
| 15                                                                               | Bud Tingelstad    | Phillips-Offenhauser     | 200    |            |
| 16                                                                               | Roger McCluskey   | Watson-Offenhauser       | 168    | Ongeval    |
| 17                                                                               | Elmer George      | Lesovski-Offenhauser     | 146    | Mechanisch |
| 18                                                                               | Troy Ruttman      | Kuzma-Offenhauser        | 140    | Mechanisch |
| 19                                                                               | Bobby Grim        | Trevis-Offenhauser       | 96     | Mechanisch |
| 20                                                                               | Dan Gurney (R)    | Thompson-Buick           | 92     | Mechanisch |
| 21                                                                               | Chuck Hulse (R)   | Kurtis Kraft-Offenhauser | 91     | Mechanisch |
| 22                                                                               | Jimmy Daywalt     | Kurtis-Offenhauser       | 74     | Mechanisch |
| 23                                                                               | A.J. Foyt         | Trevis-Offenhauser       | 69     | Mechanisch |
| 24                                                                               | Dick Rathmann     | Watson-Offenhauser       | 51     | Mechanisch |
| 25                                                                               | Eddie Johnson     | Trevis-Offenhauser       | 38     | Mechanisch |
| 26                                                                               | Paul Goldsmith    | Epperly-Offenhauser      | 26     | Mechanisch |
| 27                                                                               | Gene Hartley      | Watson-Offenhauser       | 23     | Mechanisch |
| 28                                                                               | Paul Russo        | Watson-Offenhauser       | 20     | Mechanisch |
| 29                                                                               | Jack Turner       | Kurtis-Offenhauser       | 17     | Ongeval    |
| 30                                                                               | Bob Christie      | Kurtis-Offenhauser       | 17     | Ongeval    |
| 31                                                                               | Allen Crowe (R)   | Watson-Offenhauser       | 17     | Ongeval    |
| 32                                                                               | Chuck Rodee (R)   | Christensen-Offenhauser  | 17     | Ongeval    |
| 33                                                                               | Bob Veith         | Elder-Offenhauser        | 12     | Mechanisch |
| Gemiddelde snelheid : 225,780 km/h - Snelste Ronde : Parnelli Jones, 238,66 km/h |                   |                          |        |            |